# Modzurów
Modzurów (niem. Mosurau, pol. po wojnie Mozurów) – wieś w Polsce położona w województwie śląskim, w powiecie raciborskim, w gminie Rudnik. Modzurów jest położony w zachodniej części gminy. Ma powierzchnię 8,95 km² oraz ponad czterystu mieszkańców.
W latach 1975–1998 miejscowość administracyjnie należała do województwa katowickiego.

## Położenie
W 2004 roku sołectwo miało powierzchnię 9,25 km², natomiast w 2016 powierzchnia sołectwa wynosiła 8,95 km².

## Nazwa
W 1475 roku w łacińskich statutach Statuta Synodalia Episcoporum Wratislaviensium miejscowość wymieniona jest w zlatynizowanej formie Modzeraw.
Wieś nosiła niemiecką nazwę Mosern. Wg niemieckich językoznawców nazwa wsi pochodzi od słowa Mosurau, które oznacza "miejsce mokre i bagniste".

## Historia
W VI-X wieku istniała tutaj osada. Wieś wzmiankowana po raz pierwszy w 1274 r., a następnie w 1358 r. jako Mozorow. Około 1300 r. powstał tutaj kościół. W latach 1896–1897 powstał nowy, neogotycki kościół. W 1829 roku właścicielem majątku była rodzina von König, która wybudowała tutaj pałac. W 1921 roku przed kościołem męczeńską śmierć poniósł jego proboszcz, ks. Augustyn Strzybny. Po II wojnie światowej w pałacu znajduje się roślinna stacja doświadczalna.

## Demografia
W 2016 roku w Modzurowie i Dolędzinie ludność w wieku przedprodukcyjnym na 100 mieszkańców wynosiła 15,2, co uplasowało wieś poniżej średniej w gminie (16,95). Natomiast ludność w wieku produkcyjnym wynosiła 66,18 (średnia w gminie – 66,90), a w wieku poprodukcyjnym – 18,63 (średnia w gminie – 16,25). Stosunek mieszkańców w wieku poprodukcyjnym do mieszkańców w wieku produkcyjnym wynosił 28% (średnia w gminie – 24%). Mediana wieku mieszkańców wynosi 46,5 lat (średnia w gminie - 47,11).
| Rok  | Liczba ludności | Gęstość zaludnienia (os./km²) |
| ---- | --------------- | ----------------------------- |
| 2004 | 419             | 45,3                          |
| 2011 | 375             | 40,5                          |
| 2016 | 408             | 45,59                         |

## Zabytki
We wsi mieści się neogotycki kościół parafialny pw. Trójcy Świętej, który został wybudowany w latach 1896-1897. W środku znajdują się barokowe rzeźby: św. Notburgii z końca XVII wieku, Matki Boskiej Dobrej Rady, a także późnobarokowa figura Chrystusa Króla. Przy kościele znajduje się krzyż kamienny z postacią Chrystusa Króla na postumencie z niszą, w której stoi figura Matki Boskiej Bolesnej. Krzyż pochodzi z końca XIX wieku. Na cmentarzu parafialnym znajduje się kaplica z końca XIX wieku.
Znajduje się tutaj również wpisany do wojewódzkiego rejestru zabytków (A/OP-654/59) pałac rodziny von König z 1864 roku zbudowany w stylu neogotyku angielskiego. W holu znajduje się duży witraż z przewagą motywów roślinnych. W pałacu mieści się również witraż secesyjny. Pałac otacza rozległy park krajobrazowy, gdzie na uwagę zasługują aleja grabowa i liczne okazy egzotycznych drzew. W parku znajduje się także neogotycka kapliczka z ok. 1890 r., w której znajduje się maswerk kamienny z około 1300 r., który pochodził z dawnego kościoła parafialnego. Jest tutaj również późnoklasycystyczne mauzoleum z I połowy XIX wieku. 
Na terenie dawnego folwarku przypałacowego, który później przekształcono w PGR, znajduje się pochodząca z 1904 r. obora, a także spichlerz z końca XIX wieku. Przy wjedzie znajduje się metalowy krzyż z XX wieku, a także drewniana figura św. Jana Nepomucena na ceglanym postumencie. Rzeźba ma cechy barokowe i pochodzi z XIX wieku.
Na ul. Słowackiego znajdują się dwa budynki mieszkalne pochodzące z początku XX wieku (nr 2 i 4). Przy ul. Augusta Strzybnego (nr 1) stoi  krzyż kamienny z postacią Chrystusa Króla na postumencie z niszą, w której stoi figura Matki Boskiej Bolesnej. Krzyż pochodzi z końca XIX wieku.
| Nr ewidencyjny | Obiekt                                                      | Forma ochrony                      | Adres             |
| -------------- | ----------------------------------------------------------- | ---------------------------------- | ----------------- |
| A/OP-654/59    | Pałac z trzeciej ćwierci XIX wieku, murowany                | wpis do rejestru zabytków          |                   |
| 7              | spichlerz na terenie d. gosp. przypałacowego, koniec XIX w. | wpis do gminnej ewidencji zabytków | ul. Słowackiego   |
|                | obora na terenie d. gosp. przypałacowego, pocz. XX w.       | wpis do gminnej ewidencji zabytków | ul. Słowackiego   |
| A/1564/25      | kościół parafialny pw. św. Trójcy, koniec XIX w.            | wpis do rejestru zabytków          | ul. Strzybnego    |
|                | kapliczka cmentarna, koniec XIX w.                          | wpis do gminnej ewidencji zabytków | ul. Strzybnego    |
| 11             | budynek mieszkalny, poł. XX w.                              | wpis do gminnej ewidencji zabytków | ul. Słowackiego 4 |
| 10             | budynek mieszkalny, poł. XX w.                              | wpis do gminnej ewidencji zabytków | ul. Słowackiego 2 |
| 2              | mauzoleum przypałacowe, I poł. XIX w.                       | wpis do gminnej ewidencji zabytków | ul. Słowackiego   |
|                | kapliczka, poł. XIX w.                                      | wpis do gminnej ewidencji zabytków | ul. Słowackiego   |

We wsi znajduje się stanowisko archeologiczne wpisane do wojewódzkiego rejestru zabytków (A-99/66), gdzie znaleziono ślady neolitu i średniowiecza. Oprócz tego znajdują się tutaj cztery niewpisane do rejestru stanowiska archeologiczne, gdzie znaleziono ślady cmentarzysk ciałopalnych z epoki kamiennej, brązu, kultury łużyckiej i czasów rzymskich.